# 泰勒·哈克佛
泰勒·艾德溫·哈克佛（英語：Taylor Edwin Hackford，1944年12月31日—），美國男導演、編劇和製片人，同時也是美國導演工會的前主席。1978年，哈克佛所執導的《少年父親》贏得了奧斯卡最佳實景短片獎。哈克佛後來又相繼執導了數部備受好評的電影，其中較知名的包括《軍官與紳士》（1982年）、《魔鬼代言人》（1997年）和《雷之心靈傳奇》（2004年），其中《雷之心靈傳奇》還使自己入圍了奧斯卡最佳導演獎和最佳影片獎。
他的第三任妻子海倫·米蘭是名曾贏得奧斯卡金像獎的女演員。

## 早期生活
泰勒·哈克佛出生於美國加利福尼亞州的聖塔芭芭拉，是女服務生瑪莉·泰勒和喬瑟夫·哈克佛的兒子，於1968年從南加州大學畢業，他在校中專攻國際關係和經濟學系。畢業後，哈克佛曾在玻利維亞擔任和平工作團的志願者，並在閒暇時玩著超8毫米膠片。哈克佛決定不進入法律行業，而是在KCET-TV中的郵件收發室就職。1970年，他在KCET期間曾擔任里昂·羅素的「Homewood」的聯合製片人。1973年，哈克佛曾在KCET製作了一小時特別節目《布考斯基》，該節目由李察·戴維斯執導，內容描述了詩人查理·布考斯基的相關故事。

## 職業生涯
1978年，在哈克佛所執導的短片《少年父親》贏得了奧斯卡最佳實景短片獎後，他又執導了自己的首部長片《狂熱的偶像》（1980年）。《狂熱的偶像》的主演雷·沙基也為此贏得了金球獎最佳音樂及喜劇類電影男主角。之後，哈克佛接拍了《軍官與紳士》（1982年）。在製作過程中，哈克佛將小路易斯·格塞特與其他演員分開居住，好使他在自己的場景中好好發揮教育班長的角色。李察·吉爾在拍攝該片的結局時，認為這結局太感傷，而哈克佛最初傾向同意吉爾的想法；直到排練時，演員們卻為此歡呼和哭泣。這讓吉爾後來才確信哈克佛的做法是正確的。
他所執導的驚悚片《魔鬼代言人》於1997年上映，該片的主演包括基努·李維、艾爾·帕西諾和莎莉·賽隆。《魔鬼代言人》所獲得的評價以正面居多，並在全球獲得1.5億美元的票房。2004年，哈克佛的作品《雷之心靈傳奇》在上映後獲得普遍好評，在爛番茄上獲得了81%的新鮮度，並使主演傑米·福克斯贏得了奧斯卡最佳男主角獎，儘管部分影評人認為其劇本太過平庸。哈克佛透露自己最喜歡《雷之心靈傳奇》中的情節：「我對《雷之心靈傳奇》最自豪的一刻是在黑人俱樂部中。雷·查爾斯在音樂廳結束了自己的生命，人們會穿著燕尾服，靜靜地聽天才的表演，並使人不得不跳舞，我試圖創造的是一點點的能量和活力。音樂伟大就在于使听者跳舞。」
在2005年的一次採訪中，哈克佛證實，他從來沒有看過自己的電影，「當我完成了一部電影，我就把它放在一邊，我從來不再看它一次。」，並表示「我已經製作了很多的音樂。我拍攝音樂很舒服，我想你也能看到這一點。」。此前，他還曾執導過菲爾·柯林斯的「Against All Odds (Take a Look at Me Now)」和萊諾·李奇的「Say You, Say Me」之MV。其中，「Say You, Say Me」還於2004年提名了AFI百年百大电影歌曲。2009年7月25日，哈克佛當選成為美國導演工會（DGA）的主席。2011年6月25日，他在洛杉磯舉行的DGA上再次連任主席。其任期共兩年。
哈克佛執導的《偷天派克》於2013年上映，該片由傑森·史塔森主演，其劇情改編自唐納德·E·韋斯特萊克的小說《Flashfire》（同時也是第19部派克系列小說）。電影上映後所獲得的評價以負面居多，並在全球獲得4850萬美元的票房。2015年7月，哈克佛取代了馬丁·史柯西斯成為了《喜劇明星》的導演。電影於2016年上映，儘管這使勞勃·狄尼洛贏得好萊塢電影獎的好萊塢喜劇獎，但電影本身卻獲得了負面的評價和失敗的票房，並在爛番茄上僅獲得25%的新鮮度。

## 個人生活
哈克佛已結了三次婚。他於1970年與他的第一任妻子喬吉·洛瑞絲結婚；他們有一個孩子里約·哈克佛。這對夫妻於1975年後離婚。1977年，哈克佛與琳恩·李特曼結婚，並又產下一子，名為亞歷山大·哈克佛。他們的婚姻一直持續到1987年。1997年，他與曾获奧斯卡金像獎的英國女演員海倫·米蘭結婚。兩人首次是在《飛越蘇聯》（1985年）中所認識，但一開始米蘭向哈克佛試鏡時，她的態度有些冷淡。「遇見海倫的方式很奇怪，因為她是一個可愛的人」，哈克佛說，「但她沒忍住自己的猛烈。」哈克佛與米蘭結婚已超過12年，雖然年輕時的米蘭曾發誓過永遠不會結婚。哈克佛與米蘭這對夫妻自1986年以來就一直待在洛杉磯生活。

## 作品列表

### 電影
| 年份 | 標題                                     | 導演 | 監製 | 編劇   | 附註 |
| ---- | ---------------------------------------- | ---- | ---- | ------ | --- |
| 1973 | 布考斯基 Bukowski                        |      | 是   | 是     | 紀錄片 |
| 1978 | 少年父親 Teenage Father                  | 是   |      | 是     | 短片 奧斯卡最佳實景短片獎 |
| 1980 | 狂熱的偶像 The Idolmaker                 | 是   |      | 未掛名 | |
| 1982 | 軍官與紳士 An Officer and a Gentleman    | 是   |      |        | 提名-美國導演工會獎最佳電影導演 |
| 1984 | 再看我一眼 Against All Odds              | 是   | 是   |        | |
| 1985 | 飛越蘇聯 White Nights                    | 是   | 是   |        | |
| 1987 | 青春傳奇 La Bamba                        |      | 是   |        | |
| 1987 | 查克貝里演唱會 Hail! Hail! Rock 'n' Roll | 是   |      |        | 紀錄片 |
| 1988 | 愛到最高點 Everybody's All-American      | 是   | 是   |        | |
| 1993 | 豪情三兄弟 Blood In Blood Out            | 是   | 是   |        | |
| 1995 | 熱淚傷痕 Dolores Claiborne               | 是   | 是   |        | |
| 1996 | 拳王阿里 When We Were Kings              |      | 是   |        | 紀錄片 |
| 1997 | 魔鬼代言人 The Devil's Advocate          | 是   |      |        | |
| 1999 | 爵士叢林 G:MT – Greenwich Mean Time      |      | 是   |        | |
| 2000 | 千驚萬險 Proof of Life                   | 是   | 是   |        | |
| 2004 | 雷之心靈傳奇 Ray                         | 是   | 是   | 故事   | 提名-奧斯卡最佳導演獎 提名-奧斯卡最佳影片獎（與史都華·班傑明和霍華·鮑德溫共享） 提名-美國導演工會獎最佳電影導演 葛萊美獎最佳影視媒體作品作曲專輯（與史都華·班傑明和詹姆斯·奧斯汀共享） |
| 2010 | 愛情牧場 Love Ranch                      | 是   | 是   |        | |
| 2013 | 偷天派克 Parker                          | 是   | 是   |        | |
| 2016 | 喜劇明星 The Comedian                    | 是   | 是   |        | |

### 電視
| 年份 | 標題                     | 導演 | 監製       | 編劇 | 附註                              |
| ---- | ------------------------ | ---- | ---------- | ---- | --------------------------------- |
| 1971 | Boboquivari              |      | 製片助理   |      | 電視紀錄片；單集：〈Cat Stevens〉 |
| 1973 | Economic Love-In         | 是   |            |      | 電視電影                          |
| 1986 | A Tribute to Rick Nelson | 是   |            |      | 電視紀錄片                        |
| 1994 | The Works III            |      | 欄目製片人 |      | 電視電影                          |
| 2005 | E-Ring                   | 是   | 執行製片人 |      | 單集：〈試播集〉                  |
| 2013 | Company Town             | 是   | 執行製片人 |      | 電視電影                          |
| 2014 | Dangerous Liaisons       | 是   |            |      | 電視電影                          |

## 外部連結
- Taylor Hackford在互联网电影资料库（IMDb）上的資料（英文）